# Eric McCormack (écrivain)
Pour les articles homonymes, voir McCormack et Eric McCormack (homonymie).
Eric McCormack, né le 3 février 1938 à Bellshill et mort le 9 mai 2023 à Kingston (Ontario), est un écrivain canadien d'origine écossaise.

## Biographie
Il naît à Bellshill, une petite ville industrielle près de Glasgow.
Il fait des études supérieures à l'université de Glasgow où il obtient une maîtrise en littérature anglaise. Il enseigne un temps dans un high school de Muirkirk, en Écosse. 
En 1966, il déménage au Canada et s'inscrit à l'université du Manitoba de Winnipeg où il rédige une thèse sur L'Anatomie de la mélancolie (Anatomy of Melancholy), le chef-d'œuvre de Robert Burton. Ce texte sera ultérieurement évoqué à plusieurs reprises dans ses romans et nouvelles.
En 1970, il devient professeur au département d'anglais de la St. Jerome's University (en), un des campus de l'université de Waterloo (Ontario).
À partir des années 1980, il publie des nouvelles dans diverses revues et magazines littéraires qu'il regroupe dans un recueil en 1987 sous le titre L’Inspection des caveaux (Inspecting the Vaults), qui remporte le Commonwealth Writers' Prize en 1988. Une des nouvelles de ce recueil, Sad Stories in Patagonia, sert de base à son premier roman Motel Paradise (The Paradise Motel), paru en 1989.
En 1993, avec Mysterium (The Mysterium), il écrit un roman policier dans la veine du Nom de la rose d'Umberto Eco.
L'Épouse hollandaise (The Dutch Wife), paru en 2002, est une sorte de thriller familial.

## Œuvres

### Romans
- The Paradise Motel (1989) Publié en français sous le titre Motel Paradise, traduit par Jean-Paul Partensky, Paris, Christian Bourgois Éditeur, coll. « Fictives », 1993, 213 p.  (ISBN 2-267-00843-2)
- The Mysterium (1993) Publié en français sous le titre Mysterium, traduit par Jean-Paul Partensky, Paris, Christian Bourgois Éditeur, coll. « Fictives », 1999, 305 p.  (ISBN 2-267-01489-0)[2]
- First Blast of the Trumpet Against the Monstrous Regiment of Women (1997) Publié en français sous le titre Première sonnerie de trompette contre le monstrueux régiment des femmes, traduit par Sabine Porte, Paris, Christian Bourgois Éditeur, coll. « Fictives », 1999, 337 p.  (ISBN 2-267-01490-4)[3]
- The Dutch Wife (2002) Publié en français sous le titre L’Épouse hollandaise, traduit par Sabine Porte, Paris, Christian Bourgois Éditeur, coll. « Fictives », 2005, 331 p.  (ISBN 2-267-01742-3)[4] ; réédition, PAris, Seuil, coll. « Points. Roman » no P1658, 2007  (ISBN 978-2-7578-0141-3) ; réédition, Paris, Points, coll. « Signatures » no P1658, 2014  (ISBN 978-2-7578-3876-1)
- Cloud (2014) Publié en français sous le titre Le Nuage d’obsidienne, traduit par Johan-Frederik Hel Guedj, Paris, Christian Bourgois Éditeur, coll. « Littérature étrangère », 2016, 464 p.  (ISBN 978-2-267-02957-4) ; réédition, Paris, Points, coll. « Signatures » no P4692, 2017  (ISBN 978-2-7578-6517-0)

### Recueil de nouvelles
- Inspecting the Vaults (1987) Publié en français sous le titre L’Inspection des caveaux, traduit par Brice Matthieussent, Paris, Christian Bourgois Éditeur, coll. « Fictives », 1993, 297 p.  (ISBN 2-267-00844-0)